# Træt lys
Træt lys er en hypotese inden for fysik, der blev opstillet for at forklare, at den kosmologiske rødforskydning, der optræder ved fjerntliggende himmellegemer, er foreneligt med et statisk univers. Som årsag til rødforskydningen foreslås et energitab for lysets fotoner undervejs fra kilden. Dette energitab har dog ikke kunnet forklares på nogen overbevisende måde. Eksperimentelle resultater taler klart for universets ekspansion, det vil sige en ekspansion af rummet i overensstemmelse med den generelle relativitetsteori, og mod et statisk univers. Træt lys bliver derfor af det overvejende flertal af forskere ikke regnet som et seriøst alternativ.